# Papa Was a Rollin' Stone
«Papa Was a Rollin 'Stone» es una canción soul, escrita por los compositores de Motown Norman Whitfield y Barrett Strong como un sencillo para el grupo de Motown The Undisputed Truth en 1971. Esta versión de "Papa" fue lanzada como sencillo a principios de 1972, y alcanzó el puesto número sesenta y tres en las listas de popularidad y el número veinticuatro en las listas de R&B.
Más tarde, en 1972, Whitfield, quien también produjo la canción, tomó y rehízo como un registro de doce minutos a "Papa Was a Rollin 'Stone" de The Temptations, que fue un número uno en el Billboard Hot 100 y ganó tres premios Grammy en 1973. Mientras que la versión original de Undisputed Truth de la canción ha sido olvidada en gran parte, la versión de la canción de The Temptations ha sido un clásico soul duradero e influyente. Este ocupó el puesto #168 en la lista de Rolling Stone de las 500 mejores canciones de todos los tiempos, una de las tres canciones del grupo en la lista. En retrospectiva, Otis Williams de The Temptations considera a "Papá" a ser el último clásico real que el grupo grabó.

## Información general
Empezando con una introducción instrumental extendida, cada uno de tres versos de la canción está separado por pasajes musicales extendidos, en la que Whitfield trae diversas texturas instrumentales dentro y fuera de la mezcla. Un solo de bajo eléctrico arranca, respaldado por platillos hi-hat de los tambores, establecen el tema musical, una simple figura de tres notas, el bajo va acompañado por otros instrumentos, incluyendo una blues de guitarra, la guitarra wah-wah, las notas del piano eléctrico Wurlitzer, las palmas, trompetas y cuerdas; todos están unidos por la línea del bajo eléctrico siempre presente y la repetición del ritmo del hit-hat. Una cosa muy inusual en esta canción es que usa sólo una nota sensible en toda la canción completa - si bemol menor.

## Notables versiones y remixes
Se ha grabado un gran número de versiones de "Papa Was a Rollin' Stone". Una versión de 1993 de George Michael se incluyó en el EP Five Live. El grupo Was (Not Was) versionó esta canción en su álbum Are You Okay? (1990), y su versión alcanzó el número 12 en el Reino Unido. Bill "Wolf" Wolfer creó un cover electrónico de esta para su primer álbum en 1982, Wolf, en el que Michael Jackson canta los coros.

## Personal

### Versión Undisputed Truth
- Vocalista y coros de Joe Harris, Billie Rae Calvin, y Brenda Joyce.

### Versión de Temptations
- Voz líder por Dennis Edwards, Melvin Franklin, Richard Street, and Damon Harris.
- Coros por Dennis Edwards, Melvin Franklin, Richard Street, Damon Harris, and Otis Williams.
- Organizado y dirigido por Paul Riser